# Jersey Electricity Company
La Jersey Electricity Company ou Jersey Electricity (informellement JEC ou JE ) est une société anonyme et l'unique fournisseur d'électricité à Jersey . Le JEC possède deux sites autour de l'île: Queens Road, Saint-Hélier, le site de deux turbines à gaz Rolls Royce Olympus et La Collette Power Station où il y a cinq turbines Sulzer Diesel, une turbine Rolls Royce Olympus et trois turbines à vapeur Parsons.

## Histoire

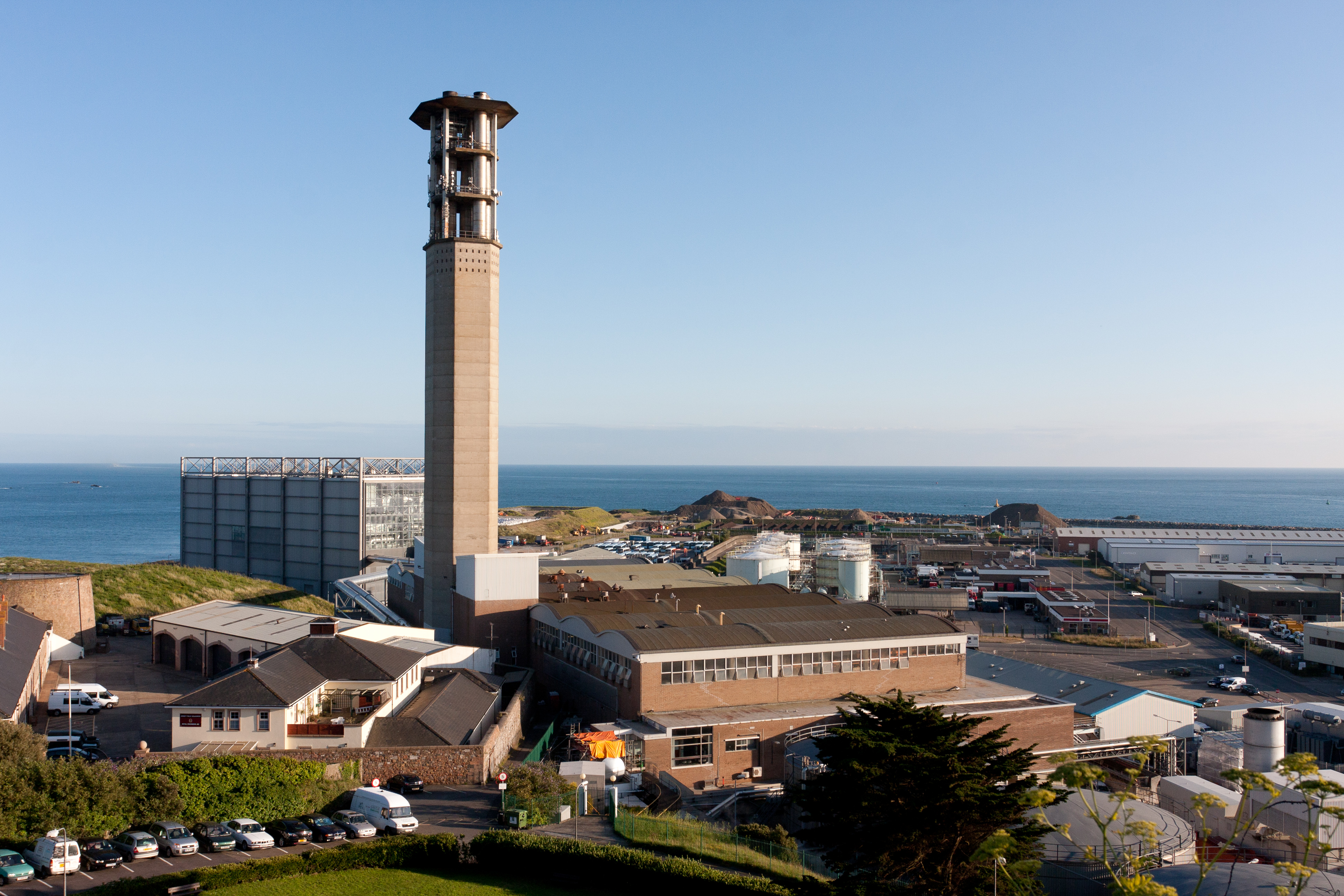
La collette power station.

La Jersey Electricity Company a été fondée en avril 1924, avec une petite centrale électrique à l'extrémité d'Albert Pier. Au bout d'une décennie,elle a déménagé dans une nouvelle centrale électrique plus grande à Queen's Road, dans le site du parc commercial et des bureaux administratifs actuels de Powerhouse.
Dans les années 1960, l'augmentation de la demande d'électricité impose le passage à une station encore plus puissante. La société a été cotée à la Bourse de Londres pour lever des capitaux pour la construction de La Collette Power Station qui a desservi l'île pendant plus de 50 ans.  La Collette est la plaque tournante d'un réseau de transport qui comprend trois câbles d'alimentation sous-marins de plusieurs millions de livres qui importent depuis la France 95% de l'énergie à faible émission de carbone . La centrale électrique locale est entretenue uniquement pour le secours d'urgence, Jersey bénéficiant  d'un approvisionnement en électricité presque totalement sécurisé et décarboné.

## Le groupe
Le groupe JEC comprend de nombreuses entreprises dans des secteurs variées, notamment JE Building Services, Jendev, Channel Islands Electricity Grid une joint-venture, Jersey Energy, Foreshore, Jersey Deep Freeze Ltd, Jersey Electricity Retail, Phone Factory, Beyond Computers, Imagination.

## Vente au détail
Le groupe possède également un magasin de détail, appelé The Powerhouse . Le magasin vend des appareils ménagers, des produits technologiques et des jouets.
En 2014, la moitié du magasin est loué à Sports Direct .